# Senecio cirsiifolius
Senecio cirsiifolius là một loài thực vật có hoa trong họ Cúc. Loài này được (Hook. & Arn.) Sch.Bip. miêu tả khoa học đầu tiên năm 1845.